# Tweede Kamerverkiezingen 1989/Kandidatenlijst/GPV
Dit is de kandidatenlijst voor de Tweede Kamerverkiezingen 1989 van het GPV. De partij had een lijstverbinding met de SGP en de RPF.

## De lijst
- vet: verkozen
- schuin: voorkeurdrempel overschreden

1. Gert Schutte - 105.558 stemmen
2. Eimert van Middelkoop - 1.349
3. Hans Blokland - 205
4. Martin van Haeften - 125
5. Janco Cnossen - 70
6. Mieke Wilcke-van der Linden - 726
7. S. de Vries - 224
8. Bert Groen - 92
9. Jurn de Vries - 85
10. Jan Geersing - 67
11. K. Dikkema - 43
12. Theo Haasdijk - 33
13. H. Timmermans - 40
14. M. Hendriks-Stoorvogel - 81
15. Remmelt de Boer - 49
16. W. Haitsma - 37
17. Aaike Kamsteeg - 122
18. P. Jonkman - 19
19. A. van Herwijnen - 62
20. P. Dijkstra - 65
21. Jan Lagendijk - 50
22. H.H. Sietsma - 20
23. Joop Alssema - 23
24. J.M. Nieboer-Buitinga - 46
25. Arnold Poelman - 26
26. J.M.A. Boerma-Buurman - 52
27. P. Roose - 38
28. P. de Putter - 23
29. L. Tijssen - 92
30. W. Hoekstra - 215

CDA · PvdA · VVD · D66 · SGP · Groen Links · GPV · RPF · VCN · SP · Humanistische Partij · Milieu Defensie Partij 2000+ · PDS · Realisten Nederland · AWP · Bejaarden Centraal · Vrouwenpartij · Socialistische Minderheden Partij · Centrumdemocraten · De Groenen · PPvO · VMP · SAP · Grote Alliance Partij · Staatkundige Federatie
1952 · 1956 · 1959 · 1963 · 1967 · 1971 · 1972 · 1977 · 1981 · 1982 · 1986 · 1989 · 1994 · 1998